# トランスフォーマー スターゲート戦役
『トランスフォーマー スターゲート戦役』（トランスフォーマー スターゲートせんえき）は、2003年に『スーパーロボットマガジン』Vol.11から14まで連載された津島直人著作による日本の漫画作品。

## 概要
津島直人による漫画版マジンカイザー完結後の次作となるこの作品は、1話にして表紙を飾るなど当初は本誌の主力作品と位置づけられていたようであるが、その後本誌は14号で休刊、同時に漫画もわずか4話で一応の完結となっている。2009年6月にウェッジホールディングスよりブレインナビコミックスとして単行本が発売された。
設定としては1作目、エアーボットやコンバットロン参戦以降の物語とされる。またキスぷれでの設定では第1作以降、カーロボット以前のエピソードとなっている。

## 物語
20世紀の終り、セイバートロン星からの機械生命体サイバトロンは人類と同盟を結び、その友好の架け橋として大型転送ゲート・トリガーの開発が行われていた。しかし、そのゲートを狙わんとするデストロンも密かに暗躍していた。そしてもうひとつの影も･･････

## 登場キャラクター

### サイバトロン
コンボイ
サイバトロンを統べる総司令官。フレートライナーCOEをモチーフとしたトレーラーのキャブ部分に変形する。最終話のスタースクリームの反乱ではデストロン軍と共闘。最後はガンモードに変形したメガトロンに自身のエネルギーを注ぎ込み、スタースクリームにトドメを刺した。
ホイルジャック
サイバトロンの技術者。
ラチェット

バンブル

マイスター

アイアンハイド

オメガスプリーム

アダムス

ストリーク

ハウンド
サイバトロンの偵察員。ビーチコンバー曰く「地球マニア」で地球の自然を愛している。趣味の一環で日本の地震研究所を訪れ、それが後にデストロンを発見する手掛かりとなった。
ビーチコンバー
サイバトロンの地質学者。ハウンド曰く「地質マニア」で、同じく地球の自然を愛している。
パーセプター
サイバトロンの科学者で顕微鏡と自走砲に変形。自分の知識を自慢することが好き。セイバートロン星では地震が起こらない為か、地震が来た時に喜んでいた。
スカイファイヤー

トラックス

パワーグライド

C-X（シーエックス）
コミックオリジナル。アメリカ軍とサイバトロンの共同開発で完成したAI搭載型戦闘ロボット。デザインはコンボイに似せられ体格はコンボイの2倍近い大きさとなっている。プロトタイプの他、武装の異なる4機が作られたが、いずれも亡霊スタースクリームによって制御を乗っ取られてしまう。

### デストロン
メガトロン
デストロンを統べる破壊大帝。拳銃（ワルサーP38）に変形する。最終話のスタースクリームの反乱の際にはサイバトロンと一時的に手を組み、スタースクリームにトドメさす際には、ガンモードに変形した自分をコンボイに使わせる。
ガルバトロン
未来のメガトロンがユニクロンの力により生まれ変わった姿。亡霊スタースクリームと現在のスタースクリームの会話で一コマだけ登場する。
スタースクリーム
デストロン軍団の航空参謀かつナンバー2を自称する野心家。F-15戦闘機に変形する。亡霊スタースクリームにけしかけられて反乱を起し大量のエネルゴンを使いトリガーと融合。サイバトロンとデストロン両方に牙を向くも最後はコンボイのエネルギーを注がされたメガトロン・ガンモードの一撃で葬られたかと思われた。
アニメや玩具では顔は黒いが本作では何故か白い顔をしている。
亡霊スタースクリーム
未来の世界（ザ・ムービー）でガルバトロンに抹殺されたスタースクリームの幽霊。タイムスリップして現在のスタースクリームに未来の出来事を教え、彼をけしかけて反乱を起させる。
彼が介入した事で、現在のスタースクリームが自分の未来を知る、更にはコンボイとメガトロンの共闘により死亡するというタイムパラドックスが起こっている。

サウンドウェーブ

コンドル

フレンジー

ランブル

アストロトレイン

ブリッツウイング

リフレクター

ラムジェット

スラスト

### 人間
真（まこと）
トリガー建設作業員。デストロン襲撃により唯一の生き残りとなる。
トロフ
トリガー建設作業員。アメリカと敵対する国のスパイであり、密かにデストロンと密約を交わしていた。
アドル博士
C-X開発チームのチーフ。
カチュア
アドル博士の娘。父親と共に研究所での事故に巻き込まれ右足を失うが、ラチェットによる義足移植を受けることにより、事故以前に極めて近い生活を送ることができている。それ以降、サイバトロンを厚く信頼しており、ラチェットには恋心のようなものを抱いている。
大西教授
地震予知を研究している。

## 用語
トリガー
恒星間移動用ゲート。サイバトロンと地球人の共同で作り上げた大型設備で、衛星軌道上に設置され、ワープゲートで太陽系外への転送が可能。技術自体はスペースブリッジより劣る様だが、一度に可能な輸送量はそれの5倍であり、物資輸送の効率化を目的とするデストロンに狙われる。
最終話では亡霊スタースクリームの新しいボディとして乗っ取られてしまう。形状が銃に似ている点をメガトロンに気に入られているが、同じ理由でホイルジャックやラチェットからは嫌われている。
トリガーII
トリカー破壊後に再建造される予定の2号機。
対デストロンセンサー
世界各国に設置されている探知装置。ただしデストロンと密約を交わしている国もあるため全てが動作しているわけではない。

## サブタイトル
1. FIRST CONTACT
2. 分かつ思い
3. 始動
4. スターゲート戦役